# Ерши (Спас-Деменский район)
Ерши́ — деревня в Спас-Деменском районе Калужской области России. Входит в состав сельского поселения «Село Чипляево».

## География
Деревня находится на расстоянии 11 км к юго-востоку от города Спас-Деменск, административного центра района, и 135 км к юго-западу от города Калуга, административного центра области.

### Часовой пояс
Деревня Ерши, как и вся Калужская область, находится в часовой зоне МСК (московское время). Смещение применяемого времени относительно UTC составляет +3:00.

## Население
| 2002 | 2007 | 2010 |
| ---- | ---- | ---- |
| 167  | ↘143 | ↗144 |

## Улицы
В деревне имеются две улицы: Деревенская и Шоссейная.